# تایشو ساتو
تایشو ساتو (ژاپنی: 佐藤 大宗؛ زادهٔ ۲۰ اکتبر ۱۹۹۳) ورزشکار پنج‌گانه مدرن اهل ژاپن است.